# Alcis fumosae
Alcis fumosae là một loài bướm đêm trong họ Geometridae.